# Sarah Ferguson
Pour les articles homonymes, voir Ferguson et Fergie.
Sarah Margaret Ferguson, duchesse d’York, née le 15 octobre 1959 à Londres, est un membre de la famille royale britannique. De 1986 à 1996, elle a été l'épouse du prince Andrew, troisième enfant et second fils de la reine du Royaume-Uni Élisabeth II.
Elle est la mère des princesses Beatrice et Eugenie d’York, respectivement 9e et 12e dans l'ordre de succession au trône britannique.

## Biographie

### Famille
Sarah Ferguson est la deuxième fille du major Ronald Ferguson (en) (1931-2003) et de sa première épouse, Susan Mary Wright (1937-1998), qui divorcent en 1974.
Après sa carrière militaire, Ronald Ferguson a été l'entraîneur de polo du prince Philip, puis du prince Charles, au Guards Polo Club.
Sarah Ferguson descend à la fois des Stuart et des Tudor. Du côté de son père, elle est une descendante du roi Charles II d'Angleterre, par l'intermédiaire de deux de ses fils : Charles Lennox, 1er duc de Richmond, et James Scott, 1er duc de Monmouth.
Elle est apparentée également à son ex-belle-sœur, la princesse Diana, avec pour ancêtres communs : Georgiana Cavendish, duchesse de Devonshire, et sa famille, via Eliza Courtney, fille naturelle de cette dernière et de Lord Grey, Premier ministre de 1830 à 1834.
L'arrière-arrière-grand-père paternel de Sarah Ferguson est William Montagu-Douglas-Scott, 6e duc de Buccleuch et duc de Queensberry. Du côté maternel, son arrière-grand-père est Mervyn Richard Wingfield, 8e vicomte Powerscourt.
La grand-mère paternelle de Sarah Ferguson était cousine germaine avec la princesse Alice, duchesse de Gloucester, épouse du prince Henry, duc de Gloucester, oncle de la reine Élisabeth II.
Avant son mariage avec Andrew, Sarah Ferguson était la fiancée de Patrick McNally, un pilote automobile et homme d'affaires de Suisse.

### Mariage avec le prince Andrew

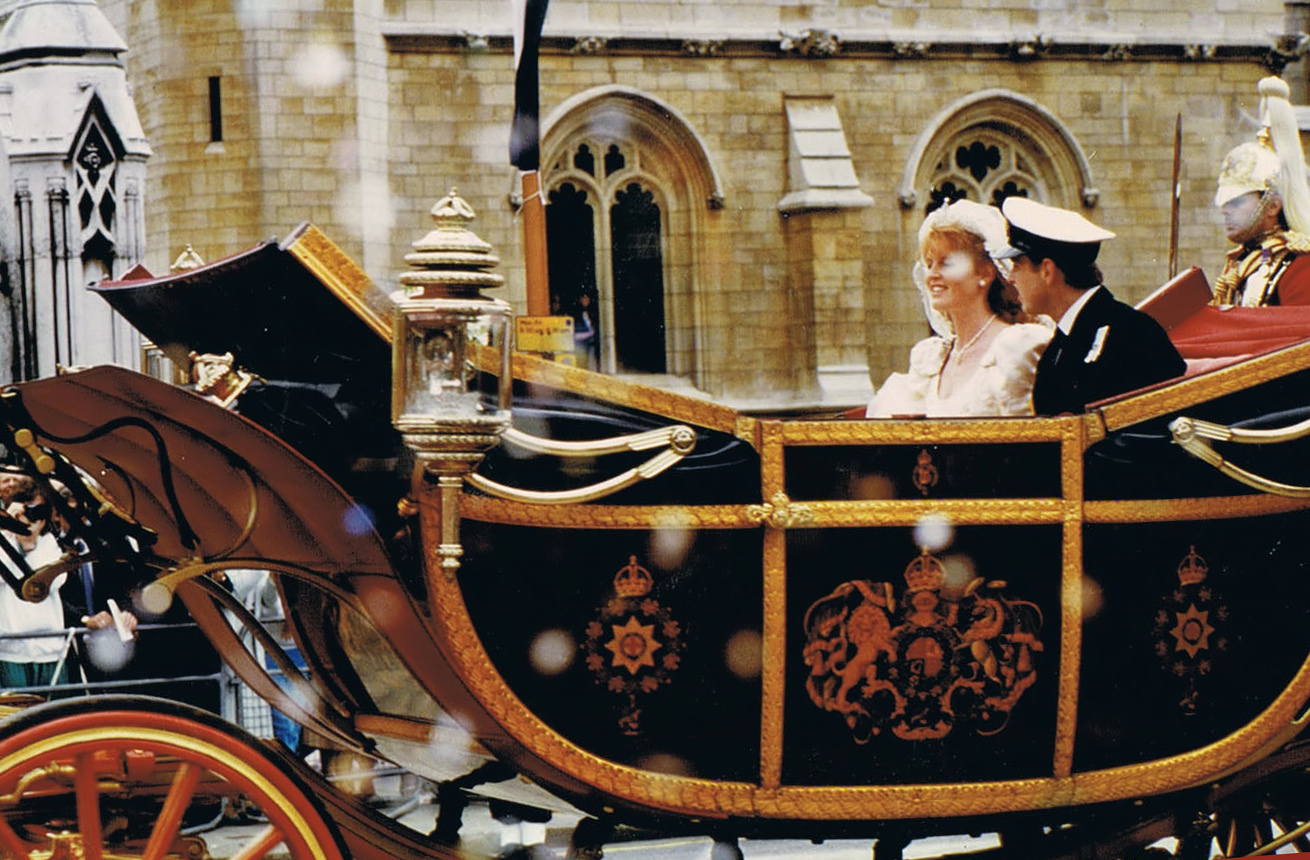
Le duc et la duchesse d'York le jour de leur mariage.

En mars 1986, le palais de Buckingham annonce les fiançailles du prince et de Sarah Ferguson. La bague, un rubis avec dix diamants, est commandée à Garrard, joaillier de la reine.
La reine Élisabeth II octroie le titre de duc et duchesse d'York au prince Andrew et à Sarah Ferguson, avant la cérémonie.
Elle devient la 10e duchesse d'York, depuis 1372 (la première porteuse du titre est Isabelle de Castille). La dernière, avant elle, à avoir porté ce titre, est la reine-mère Elizabeth (née lady Elizabeth Bowes-Lyon) de 1923 à 1936, jusqu'à ce que son époux George VI accède au trône.
Le mariage a lieu le 23 juillet 1986 à l'abbaye de Westminster. La cérémonie était retransmise à la télévision et a été suivie par 500 millions de téléspectateurs. Il est le quatorzième mariage princier de la célèbre abbaye.
La duchesse avait une traîne de 5,18 mètres. Les pâtissiers de la Royal Navy réalisent un gâteau de cinq étages.
Elle reçoit, en plus du titre de duchesse d'York, le prédicat d'altesse royale le jour de son mariage avec le prince Andrew.

### Descendance
Le prince Andrew et Sarah Ferguson ont deux enfants :
1. S.A.R. la princesse Beatrice d'York, née le 8 août 1988, épouse le 17 juillet 2020 le comte Edoardo Mapelli Mozzi ;
2. S.A.R. la princesse Eugenie d'York, née le 23 mars 1990, épouse le 12 octobre 2018 Jack Brooksbank.

Sarah Ferguson est grand-mère de quatre petits-enfants : August Brooksbank (né le 9 février 2021), Sienna Mapelli Mozzi (née le 18 septembre 2021), Ernest Brooksbank (né le 30 mai 2023) et Athena Mapelli Mozzi (née le 22 janvier 2025).

### Séparation puis divorce
Le 19 mars 1992, le duc et la duchesse d'York annoncent leur séparation. En août 1992, le tabloïd britannique The Daily Mirror publie des photos volées d'elle et de son amant, le financier texan John Bryan, où elle se fait embrasser les pieds au bord d'une piscine et seins nus. Ce scandale entraîne une rupture définitive entre elle et la famille royale.
Ces déboires de l'année 1992, rejoignant tous les autres nombreux problèmes endurés par la famille royale, poussent la reine à évoquer cette année comme l'Annus horribilis.
Le 30 mai 1996, quatre ans après sa séparation, son divorce du prince Andrew est prononcé. Elle perd de ce fait son prédicat d'altesse royale, ne gardant que son titre de duchesse d'York (« Sarah, Duchess of York »).
Après le divorce, Sarah Ferguson et le prince Andrew continuent à partager le même domicile (d'abord à  Sunninghill Park, puis à Royal Lodge). L'ex-couple honore des représentations publiques, et apparaît à des événements notables.
Bien qu'étant restée en excellents termes avec le prince Andrew, Sarah Ferguson entame après son divorce une nouvelle relation sentimentale, durant quelques années, avec un aristocrate italien et producteur de vin florentin, le comte Gaddo della Gherardesca,, qui prend néanmoins fin en 1999, Della Gherardesca demeurant cependant l'un de ses proches amis.
En 2006, Sarah Ferguson est présente auprès de son ex-époux lors de son intronisation dans l’ordre de la Jarretière. Elle lui manifeste également son soutien dans ses activités, comme en 2015, au palais Saint James, pour la tenue de l'événement Pitch@Palace, créé à l'initiative du prince Andrew, reliant des partenaires d'affaires avec de jeunes créateurs d'entreprises.
Le 13 juillet 2016, alors que les médias sont rivés sur le palais de Buckingham, pour filmer l'entrée du Premier ministre David Cameron venant présenter sa démission à la reine Élisabeth II, puis l'arrivée de celle qui lui succède Theresa May, ils ont la surprise de voir arriver également la duchesse d'York, ex-belle-fille de la reine. Le motif de cette visite n'est toujours pas connu à ce jour.
Le 23 juillet 2016, à l'occasion du trentième anniversaire du mariage de Sarah Ferguson et du prince Andrew, les médias retracent la vie de couple du duc et la duchesse d'York, qui perdure malgré leur divorce. Paris Match utilise la formule : « Divorcés pour le meilleur et pour le pire ».
Cette situation a alimenté de nombreuses rumeurs de remariage, ces dernières années (elles venaient toujours de leurs amis proches, les intéressés ne confirmant jamais),,.
Depuis leur divorce en 1996, la période 2004-2008 a été la seule où le duc et la duchesse d'York n'habitaient pas ensemble. Cependant, depuis août 2015, Sarah Ferguson déclare que sa résidence officielle est le chalet de Verbier (qu'elle possède conjointement avec le prince Andrew, qui n'y vit pas à l'année), tout en conservant ses appartements à Royal Lodge (résidence officielle de son ex-époux, dans le parc du château de Windsor),.

### Royal Ascot
Lors de divers événements publics, Sarah Ferguson est présente officiellement auprès du prince Andrew, lors du traditionnel rendez-vous de la famille royale aux courses d'Ascot, même depuis leur divorce. Un lieu important dans l'histoire du couple, où en 1985 le prince Andrew décida d'afficher sa relation avec Sarah Ferguson, en lui tenant la main, pour la première fois en public.
Le 19 juin 2015, le duc et la duchesse d'York sont accompagnés par leurs deux filles et leurs petits amis, et forment une haie d'honneur à l'arrivée de la reine Élisabeth II en carrosse,.
Le 16 juin 2016, le duc et la duchesse d'York forment de nouveau une haie d'honneur en famille, lors de l'arrivée de la reine. Sarah Ferguson fait la révérence à la reine. Cette fois le couple est accompagné d'une seule de leurs deux filles.
Un mois plus tard, le 23 juillet 2016, alors que le prince Andrew représente la reine Élisabeth II (qui est en Écosse), Sarah Ferguson est de nouveau à ses côtés, et invitée officiellement dans la loge royale. Les médias notent que cette journée aurait été celle de la date anniversaire de leur 30 ans de mariage (s'ils n'avaient pas divorcé),.

### Santé
En juin 2023, le porte-parole de la duchesse d'York a annoncé qu'elle avait reçu un diagnostic précoce de cancer du sein à la suite d'une mammographie de routine, pour laquelle elle a subi une mastectomie simple. Ses médecins ont déclaré que son pronostic était bon. 
En janvier 2024, son porte-parole a annoncé qu'elle avait reçu un diagnostic de cancer de la peau après avoir fait enlever plusieurs grains de beauté pour analyse.

## Actions caritatives et charité

### Œuvre pour l'enfance
En 1993, la duchesse d'York fonde Children in Crisis (en), une organisation qui intervient partout dans le monde, là où les enfants sont touchés par les conflits et la pauvreté, notamment. Sarah Ferguson est présidente-fondatrice à vie de l'association.

### Institut d'innovation en santé mondiale
En 2014, Sarah Ferguson connaît un retentissement médiatique important au sujet de la réussite de son régime. Elle en fait alors un message personnel pour aider les autres, et devient l'ambassadrice de l'Institut d'innovation en santé mondiale de l'Imperial College London,.

### Attentats du 11 septembre 2001
La duchesse d'York échappe aux attentats du 11 septembre. En retard pour la promotion de son association humanitaire, elle ne se rend pas dans les bureaux de la filiale de Cantor Fitzgerald, le matin des attentats. L'œuvre caritative de Sarah Ferguson disposait de locaux situés dans l'une des tours du World Trade Center. Ils étaient prêtés par la filiale financière.

## Écrivaine
Sarah Ferguson est auteur de contes pour enfants. Une partie des bénéfices des ventes, est souvent reversée à son association caritative. Son dernier livre a pour titre Ballerina Rose. Il est illustré par la dessinatrice Diane Goode. Fin 2012, pour son lancement, la duchesse a fait une série importante de dédicaces caritatives, notamment dans l'État de New York, où elle est passée dans une célèbre émission TV, avant de se rendre dans le Connecticut.
Sarah Ferguson est également l'auteur d'une autobiographie coécrite avec Jeff Coplon, Mon histoire en 1985. Elle publia en 2021 son premier roman, À la conquête de sa liberté, une romance historique basée sur la vie de son arrière-grand-tante, Lady Margaret Montagu Douglas Scott, fille de Walter Francis Montagu-Douglas-Scott, 5e duc de Buccleuch.

## Résidences

### SouthYork /Sunninghill Park
La reine offre en cadeau de mariage au duc et à la duchesse, la construction d'une résidence sur le domaine de Sunninghill Park (en) (La demeure est baptisée familièrement SouthYork, notamment par les médias, en référence au ranch Southfork de la série Dallas, en plein succès à cette époque).
Après le divorce en 1996, Sarah Ferguson a continué d'y vivre, avec ses deux filles. Elles déménagent en 2006, et la demeure est vendue en 2007. Le duc d'York a continué d'y vivre également après le divorce, en y faisant toujours sa résidence officielle, jusqu'en 2004.
En 2014, la presse révèle qu'un ordre de démolition a été rendu, si le nouveau propriétaire ne consent pas à restaurer le bâtiment, qu'il a laissé à l'abandon depuis son acquisition en 2007.

### Royal Lodge et Balmoral
En 2015, bien que divorcés, le prince Andrew et la duchesse d'York vivent sous le même toit, avec leurs deux filles, à Royal Lodge, une des propriétés royales d'Angleterre. En août 2015, Sarah Ferguson y conserve ses appartements, lorsqu'elle déclare sa résidence officielle au chalet de Verbier, qu'elle possède avec son ex-époux.
Sarah Ferguson a l'occasion également de séjourner au château de Balmoral, avec la famille royale, comme du temps où elle était l'épouse du prince Andrew.
La presse britannique s'en fait d'ailleurs souvent l'écho, comme lors de son passage en août 2013 à l'invitation de la reine Élisabeth II ou encore en août 2014.

### Chalet à Verbier
Entre fin 2014 et début 2015, le prince Andrew et Sarah Ferguson font l'acquisition d'un chalet à Verbier en Suisse. La station de ski de Verbier est celle où se rendent le duc et la duchesse d'York avec leurs deux filles, tous les hivers, y compris depuis 1996, date de leur divorce.
En août 2015, cette demeure devient la résidence officielle de Sarah Ferguson.

## Controverses

### Affaire des écoutes téléphoniques
Sarah Ferguson a été mise sur écoutes entre 2000 et 2006, par le journal News of the World. Comme d'autres victimes, la duchesse d'York a porté l'affaire devant la justice. En 2013, elle reçoit des excuses et une indemnisation de la part du groupe Murdoch, à l'instar d'autres personnalités, comme l'acteur Hugh Grant ou encore l'ancien vice-premier ministre John Prescott.

### Affaire de l'ancienne assistante
En septembre 2000, Jane Andrews, assistante personnelle de Sarah Ferguson de 1988 à 1997, tue son fiancé Tom Cressman, après son refus de l'épouser. En 2001, elle est condamnée à la prison à vie.
Jane Andrews s'échappe de prison en 2009. Le Premier ministre d'alors, Gordon Brown, craignant qu'elle s'en prenne (éventuellement) à la duchesse d'York et sa famille, met en place un important dispositif de sécurité autour de Royal Lodge (demeure du prince Andrew, de Sarah Ferguson, et de leurs filles). Cependant, il est révélé ultérieurement que les membres de la famille étaient tous absents à ce moment-là. Jane Andrews est retrouvée trois jours plus tard dans un hôtel et arrêtée.
Jane Andrews est connue pour avoir conservé, dans un endroit secret, pendant son incarcération, des dessins des princesses Béatrice d'York et Eugénie d'York, qu'enfants elles lui offraient, ainsi que des mèches de cheveux de Sarah Ferguson (après le passage de sa coiffeuse). On lui prête l'intention de les vendre.
En juin 2015, Jane Andrews est libérée après 14 ans de prison (malgré une condamnation à vie).
Il a été découvert que durant les neuf années où Jane Andrews a été l'assistante de Sarah Ferguson, elle a détourné 10 000 £ des fonds qu'elle gérait pour le quotidien de la duchesse.

### Affaire Epstein
Son ancien mari Andrew étant critiqué pour avoir entretenu des relations avec le criminel sexuel Jeffrey Epstein, en 2011 le journal Telegraph reporte qu'Epstein avait payé de sa poche l'assistant personnel de Sarah Ferguson, Johnny O'Sullivan, pour la somme de 15 000 £, toujours à la requête d'Andrew d'York. Sarah Ferguson a présenté ses excuses publiques pour avoir été associée avec Epstein.

## Titulature
- 15 octobre 1959 - 23 juillet 1986 : Miss Sarah Ferguson
- 23 juillet 1986 - 30 mai 1996 : Son Altesse Royale la duchesse d’York
- 30 mai - 21 août 1996 : Son Altesse Royale Sarah, duchesse d’York
- depuis le 21 août 1996 : Sarah, duchesse d’York

Armories de la duchesse d'York de 1986 à 1996

 Une fois divorcée, à compter du 30 mai 1996, Sarah Ferguson a conservé son prédicat d'altesse royale, jusqu'au 21 août de la même année, date à laquelle la reine Élisabeth II a décidé par lettres patentes, que les ex-épouses de princes ne porteront plus ce prédicat. En effet, cette décision est actée également pour l'avenir (si le cas se représente), elle ne concernait pas uniquement Sarah Ferguson ou Diana Spencer.
Toutefois, la titulature de Sarah Ferguson présentait déjà une modification, dès la date de son divorce : son titre de duchesse devant se porter sous la forme de la courtoisie. En tant qu'ex-épouse, le déterminant LA (pour la possession), devant le titre, est remplacé par le prénom.
Durant son mariage, sa titulature complète était : Son Altesse Royale la princesse Andrew, duchesse d'York, comtesse d'Inverness, baronne Killyleagh.
Devise : « Ex adversis felicitas crescit » / « De l'adversité pousse le bonheur »